# Rosalie danseuse
Rosalie danseuse ist eine fragmentarisch erhaltene französische Stummfilmkomödie von Roméo Bosetti aus dem Jahr 1912.

## Handlung
Rosalie ist in einen Feuerwehrmann verliebt, der jedoch seinerseits eine Tänzerin liebt. Die füllige Rosalie will ihn daher mit ihren Tanzkünsten für sich gewinnen, doch lassen die zu wünschen übrig. Schließlich greift Rosalie die Geliebte des Feuerwehrmanns bei einem Auftritt an.

## Produktion
Rosalie danseuse war Teil der populären Rosalie-Reihe, die ab 1911 bei Pathé Comica in Nizza und Pathé Frères in Paris entstand und mehr als 30 Kurzfilme umfasste. Die Hauptrolle der Rosalie, im deutschen Sprachraum vereinzelt auch „Emma“ genannt, verkörperte Sarah Duhamel, die als eine der ersten Filmkomikerinnen Frankreichs gilt. Der Film wurde am 5. April 1912 uraufgeführt.
Rosalie danseuse ist in einer 88 Meter langen Kopie in der Deutschen Kinemathek in Berlin erhalten, wobei das Ende fehlt. Die Originallänge des Films betrug 105 Meter.